# 7월 32일
"7월 32일"은 2010년에 개봉한 대한민국의 영화이다.

## 캐스팅
- 박은수 : 만수 역
- 성혜림 : 꽃님 역
- 김정균 : 장 형사 역
- 김민기 : 동욱 역
- 김라임 : 노랑머리 역
- 조여정 : 어린꽃님 역
- 신철진 : 박씨 역
- 홍석연 : 갑수 역
- 김봉수 : 황 형사 역
- 양희숙 : 김 마담 역
- 김경진 : 갑수 처 역 (우정출연)
- 서승만 : 수감자 역 (특별출연)